# (79983) 1999 DF9
(79983) 1999 DF9, também escrito como (79983) 1999 DF9, é um objeto transnetuniano que está localizado no cinturão de Kuiper, uma região do Sistema Solar. Este objeto é classificado como um cubewano. Ele possui uma magnitude absoluta de 6,1 e tem cerca de 265 km de diâmetro. O astrônomo Mike Brown lista este corpo celeste em sua página na internet como um candidato a possível planeta anão.

## Descoberta
(79983) 1999 DF9 foi descoberto no dia 20 de fevereiro de 1999 pelos astrônomos Jane X. Luu, Chadwick A. Trujillo e David C. Jewitt.

## Órbita
A órbita de (79983) 1999 DF9 tem uma excentricidade de 0,149 e possui um semieixo maior de 46,753 UA. O seu periélio leva o mesmo a uma distância de 39,790 UA em relação ao Sol e seu afélio a 53,716 UA.